# Öppet vatten-simning vid världsmästerskapen i simsport 2022 – Herrarnas 5 km
Herrarnas 5 km vid världsmästerskapen i simsport 2022 avgjordes den 27 juni 2022 i Lupa-tó i Budapest i Ungern.
Tyska Florian Wellbrock tog guld efter ett lopp på 52 minuter och 48,8 sekunder. Silvret togs av italienska Gregorio Paltrinieri som var mindre än fyra sekunder bakom i mål och bronset togs av ukrainska Mychajlo Romantjuk som var mer än 20 sekunder bakom Wellbrock.

## Resultat
Loppet startade klockan 09:00.
| Placering | Namn                    | Nationalitet     | Tid                 |
| --------- | ----------------------- | ---------------- | ------------------- |
| 1         | Florian Wellbrock       | Tyskland         | 52.48,8             |
| 2         | Gregorio Paltrinieri    | Italien          | 52.52,7             |
| 3         | Mychajlo Romantjuk      | Ukraina          | 53.13,9             |
| 4         | Domenico Acerenza       | Italien          | 53.22,6             |
| 5         | Marc-Antoine Olivier    | Frankrike        | 53.26,0             |
| 6         | Logan Fontaine          | Frankrike        | 53.43,2             |
| 7         | Dávid Betlehem          | Ungern           | 54.22,0             |
| 8         | Kyle Lee                | Australien       | 54.28,2             |
| 9         | Kristóf Rasovszky       | Ungern           | 54.28,3             |
| 10        | Nicholas Sloman         | Australien       | 54.28,4             |
| 10        | Brennan Gravley         | USA              | 54.28,4             |
| 12        | Athanasios Kynigakis    | Grekland         | 54.32,8             |
| 13        | Niklas Frach            | Tyskland         | 55.25,5             |
| 14        | Juan Morales            | Colombia         | 56.21,2             |
| 15        | Simon Lamar             | USA              | 56.21,7             |
| 16        | Taishin Minamide        | Japan            | 56.22,3             |
| 17        | Meng Rui                | Kina             | 56.24,2             |
| 18        | Kaiki Furuhata          | Japan            | 56.24,6             |
| 19        | Zhao Junbohang          | Kina             | 56.26,5             |
| 20        | Emir Batur Albayrak     | Turkiet          | 56.27,1             |
| 21        | Bruce Almeida           | Brasilien        | 56.27,7             |
| 22        | Gabriel Azevedo         | Brasilien        | 56.28,4             |
| 23        | Jan Hercog              | Österrike        | 56.28,7             |
| 24        | Cho Cheng-chi           | Kinesiska Taipei | 56.28,9             |
| 24        | Ondřej Zach             | Tjeckien         | 56.28,9             |
| 26        | Dimitrios Markos        | Grekland         | 56.30,8             |
| 27        | Tamaš Farkaš            | Serbien          | 56.30,9             |
| 28        | Connor Buck             | Sydafrika        | 56.39,6             |
| 29        | Ruan Breytenbach        | Sydafrika        | 57.54,9             |
| 30        | Juan Alcívar            | Ecuador          | 58.05,3             |
| 31        | Tomáš Peciar            | Slovakien        | 58.20,4             |
| 32        | Matěj Kozubek           | Tjeckien         | 58.21,0             |
| 33        | Alexander Axon          | Kanada           | 58.21,5             |
| 34        | Vitaliy Khudyakov       | Kazakstan        | 59.14,5             |
| 35        | Burhanettin Hacısağır   | Turkiet          | 59.35,2             |
| 36        | Lev Cherepanov          | Kazakstan        | 59.38,2             |
| 37        | Keith Sin               | Hongkong         | 59.38,4             |
| 38        | William Yan Thorley     | Hongkong         | 59.42,6             |
| 39        | Cho Pei-chi             | Kinesiska Taipei | 59.42,7             |
| 40        | Arturo Pérez            | Mexiko           | 59.43,5             |
| 41        | Maximiliano Paccot      | Uruguay          | 59.43,6             |
| 42        | Artyom Lukasevits       | Singapore        | 59.43,6             |
| 43        | Jeison Rojas            | Costa Rica       | 59.45,4             |
| 44        | Ritchie Oh              | Singapore        | 59.54,5             |
| 45        | Kim Min-seok            | Sydkorea         | 59.59,2             |
| 46        | Colín Babbitt           | Ecuador          | 1:00.10,8           |
| 47        | Grgo Mujan              | Kroatien         | 1:00.11,7           |
| 48        | Pedro Pinotes           | Angola           | 1:00.15,0           |
| 49        | Lee Chang-min           | Sydkorea         | 1:00.17,9           |
| 50        | Anton Theo Girlin       | Estland          | 1:04.57,1           |
| 51        | Santiago Reyes          | Guatemala        | 1:05.49,2           |
| 52        | Jaime Arévalo           | Bolivia          | 1:07.42,1           |
| 53        | Army Pal                | Indien           | Utanför tidsgränsen |
| 53        | Joaquín Devoto          | Peru             | Utanför tidsgränsen |
| 53        | Fernando Nava           | Bolivia          | Utanför tidsgränsen |
| 53        | Diego Ortiz             | Puerto Rico      | Utanför tidsgränsen |
| 53        | Alain Vidot             | Seychellerna     | Utanför tidsgränsen |
| 53        | Ousseynou Diop          | Senegal          | Utanför tidsgränsen |
| 53        | Adnan Kabuye            | Uganda           | Utanför tidsgränsen |
| 53        | Yousif Ibrahim          | Sudan            | Utanför tidsgränsen |
| 53        | Jamarr Bruno            | Puerto Rico      | Utanför tidsgränsen |
| 53        | Dilanka Bandisaththamge | Sri Lanka        | Startade inte       |
| 53        | Paulo Strehlke          | Mexiko           | Startade inte       |